# Kamesznica
Kamesznica est une localité polonaise de la gmina de Milówka, située dans le powiat de Żywiec en voïvodie de Silésie.